# Rubinho do Vale
Rubinho do Vale, é um violeiro, cantor e compositor brasileiro nascido na cidade de Rubim, Minas Gerais, região do Vale do Jequitinhonha.

## Biografia
Da infância na roça, onde tinha que percorrer léguas para estudar, foi para a cidade de Rubim, região de Teófilo Otoni, para concluir o curso ginasial, já revelando na época gosto por apresentações no palco. Em l972 ao concluir o ensino fundamental ganha seu primeiro violão, sem ainda saber tocar o instrumento. Para continuar seus estudos foi para Belo Horizonte e em 1976, aprovado no vestibular da Escola de Minas de Ouro Preto, inicia o curso de Engenharia Geológica.
Enquanto estudava Geologia, aperfeiçoava de forma autodidata sua musicalidade, participando de festivais universitários e regionais. Entre eles, foi vencedor do Festivale, que ocorria de forma itinerante nas cidades do Vale do Rio Jequitinhonha. Assistiu ao vivo, no Festival de Inverno de Ouro Preto, grandes representantes da música brasileira, como Elomar Figueira, Geraldo Vandré, Luiz Gonzaga e Renato Andrade, nomes que influenciaram fortemente seu estilo artístico.
De volta a Belo Horizonte, após cinco anos em Ouro Preto, decidiu de vez se dedicar à carreira artística. O próprio Rubinho conta que esta certeza surgiu durante o I Encontro de Compositores do Vale do Jequitinhonha, realizado na cidade de Itaobim/MG em novembro de 1979. Foi quando definiu sua proposta de vida, "fazendo da voz e da viola, Maria das Dores do Brasil, armas poderosas em defesa da sua terra, do seu povo e da sua cultura.
Em 1982 gravou seu primeiro disco "Tropeiro de cantigas'. Em seguida veio uma prolífera obra, independente e livre das grandes gravadoras, marcada pela resgate da cultura popular e luta contra as injustiças. A música de Rubinho do Vale está sempre ligada à cultura popular e ao folclore de seu país: uma arte bem brasileira.
Alguns de suas gravações dedicadas ao público infantil se transformaram em material didático de escolas e lhe renderam, inclusive, a oportunidade de preparar um programa de TV para crianças.

## O Reconhecimento
O reconhecimento nacional do seu trabalho, sempre distante da mídia de massa, veio recentemente quando, em cerimônia em que também foram homenageados Antônio Nóbrega, Chico Buarque, Zezé di Camargo & Luciano e outras personalidades do mundo cultural, recebeu uma comenda das mãos do Presidente Lula e do Ministro da Cultura Gilberto Gil.
A música de Rubinho do Vale está sempre ligada à nossa cultura popular, ao nosso folclore, é uma arte bem brasileira. Na sua obra está ainda a marca de parceiros de arte do Vale do Jequitinhonha como Chico dos Bonecos, Tadeu Martins, Wesley Pioest, Flávio Friche e Gonzaga Medeiros.

## Discografia
- 1982 - Tropeiro de cantigas
- 1984 - Violas e tambores
- 1987 - Viva o povo brasileiro
- 1988 - Trem bonito
- 1990 - Encantado
- 1991 - Ser criança
- 1991 - Verde vale vida
- 1992 - Justiça e paz se abraçarão
- 1993 - Enrola-bola
- 1994 - Cavaleiro da paz
- 1996 - Jequitinhonha vale Brasil - lançado na Alemanha com Frei Chico, Lira Marques e o Coral Trovadores do Vale
- 1998 - Brinquedos, brincadeiras e canções
- 1998 - A alma do povo - folclore e cultura popular
- 2000 - ABC do Amor
- 2000 - Passarim, o palhaço cantor
- 2007 - Verso, vida e viola